# Julius Jimenez Hugoson
Julius Jimenez Hugoson, född 8 juni 2005 i Stockholm, är en svensk tidigare  barnskådespelare som var aktiv mellan åren 2012 och 2017.
Hugoson spelade huvudrollen Frank i regissören Maria Bloms film Monky från 2017. Han spelade  Håkan Bråkan i Sunefilmstrilogin Sune i Grekland och Sune på bilsemester i regi av Hannes Holm samt Sune i fjällen i regi av Gustaf Åkerblom. Hugoson spelade också adoptivsonen/varulven Uffe tillsammans med Petra Mede, Markoolio och Happy Jankell i SVT Barnkanalens TV-serie Familjen Rysberg i regi av Fredde Granberg (säsong tre sändes hösten 2017).
Under våren 2016 kom Hugoson på tredje plats i programmet Let's Dance Junior som sändes på TV4..

## Filmografi
- 2012 – Sune i Grekland, spelar Håkan Bråkan. Regi: Hannes Holm
- 2013 – Sune på bilsemester, spelar Håkan Bråkan. Regi: Hannes Holm
- 2014 – Sune i fjällen, spelar Håkan Bråkan. Regi: Gustav Åkerblom
- 2016 – Let's Dance Junior, TV4, Julius kom på 3:e plats
- 2015–2017 – Familjen Rysberg, SVT, varulven Uffe. Författare: Fredde Granberg
- 2017 – Monky, huvudrollen Frank. Regi: Maria Blom.